# ジュード・ベリンガム
ジュード・ヴィクター・ウィリアム・ベリンガム（Jude Victor William Bellingham, 2003年6月29日 - ）は、イングランド・ウェスト・ミッドランズ州スタウアブリッジ出身のサッカー選手。ラ・リーガ・レアル・マドリード所属。イングランド代表。ポジションはMF、FW。
2歳下の弟であるジョーブ・ベリンガムもボルシア・ドルトムントに所属するプロサッカー選手である。

## クラブ経歴

### バーミンガム
2003年にバーミンガム近郊のスタウアブリッジにて誕生。父親は本業は警察官だが、セミプロの元サッカー選手として700得点を挙げており地元バーミンガムでは名の知れた存在であった。2010年、8歳の時バーミンガム・シティFCユースでキャリアをスタートさせた。サッカー選手として最初のアイドルはバーミンガム・シティでプレーしていたセバスティアン・ラーション、クレイド・ガードナー、リー・ボウヤーだった。
2019年にトップチーム昇格し、8月9日、EFLカップのポーツマスFC戦でプロデビューを果たし、16歳38日でのクラブ最年少出場記録を樹立した。8月31日、フットボールリーグのストーク・シティFC戦で16歳63日でプロ初得点を記録し、クラブの最年少得点記録を更新した。
トップチームでは1年しかプレーしなかったが、バーミンガムは最終節の翌日にベリンガムの背番号22を永久欠番にすることを発表した。

### ドルトムント

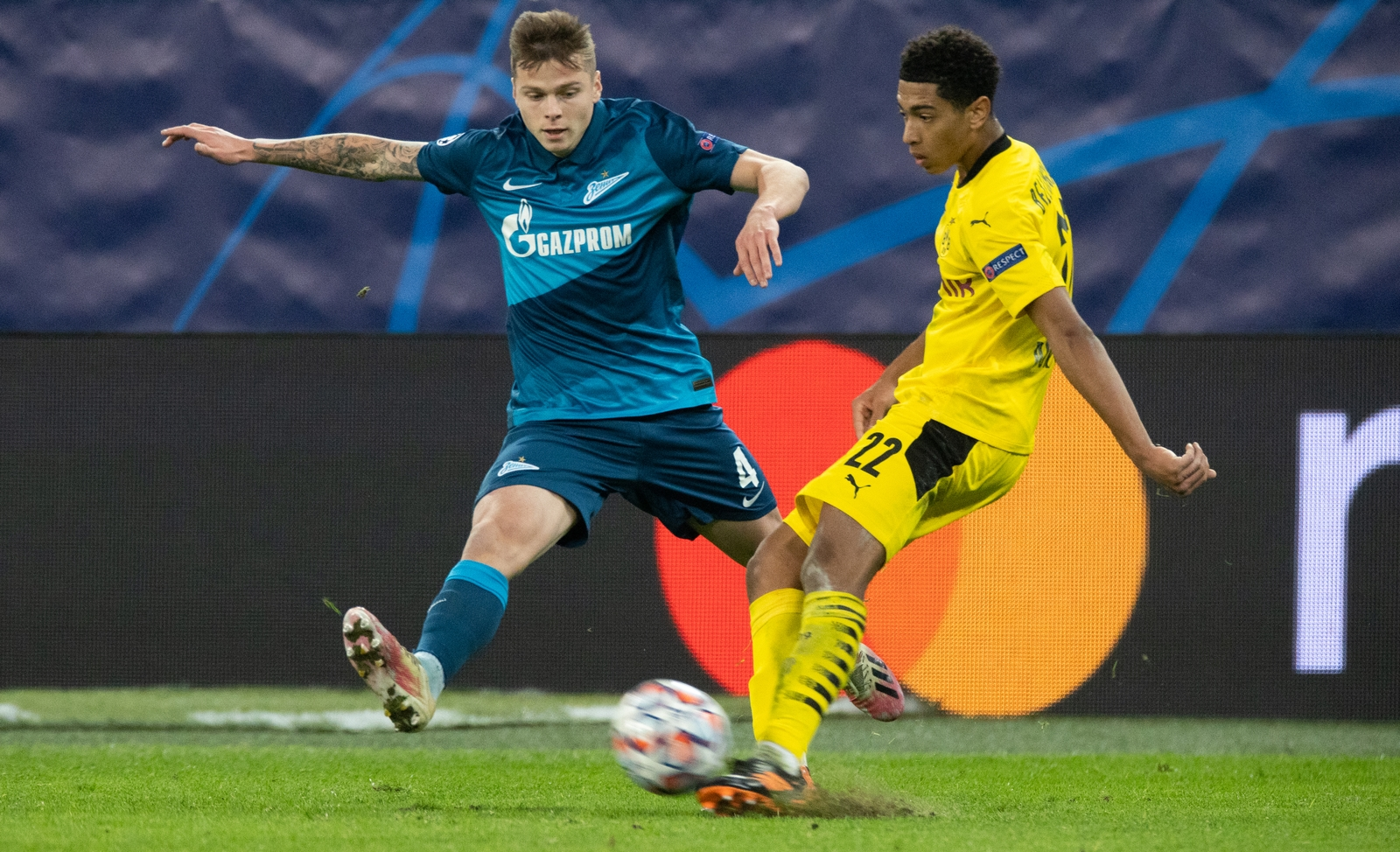
ゼニト・サンクトペテルブルク戦でプレーするベリンガム (2020年)

2020年7月20日、ボルシア・ドルトムントと2025年までの5年契約を締結したことが発表された。9月14日のDFBポカール、MSVデュースブルク戦でデビュー。17歳77日で決めた初ゴールはボルシア・ドルトムント歴代最年少ゴールとなった。5日後のボルシア・メンヒェングラートバッハ戦では初アシストも記録し、9月の月間最優秀若手選手に選ばれた。10月20日、UEFAチャンピオンズリーグ・GL第1節のラツィオ戦でイングランド史上最年少でCL出場を果たした。2021年4月14日、UEFAチャンピオンズリーグ準々決勝の2ndレグのマンチェスター・シティ戦ではボージャン・クルキッチに次ぐ2番目の若さで得点を奪った。2021年のコパ・トロフィーにおいて、ペドリに次ぐ2番手に選ばれた。
2022-23シーズンのブンデスリーガにて年間最優秀選手に選ばれ、2023年のコパ・トロフィーを獲得するとともにバロンドールにもノミネートされた。

### レアル・マドリード
2023年6月14日、マンチェスター・シティFCやリヴァプールFCとの争奪戦を制したレアル・マドリード移籍が発表された。契約期間は6年間で、移籍金は1億300万ユーロ（当時のレートで約156億円）＋出来高は最大で3000万ユーロ（約46億円）にも上り、10代のミッドフィールダーの選手としては史上最高額と報じられている。
ドルトムントでは主にボランチのポジションでプレーする典型的なボックス・トゥ・ボックス型のミッドフィルダーだったが、カルロ・アンチェロッティはトップ下のポジションで起用した。2023年8月12日、開幕戦のアスレティック・ビルバオ戦でリーグ戦初先発で初ゴールを決め、10月28日に行われた自身初となるFCバルセロナとのエル・クラシコで2得点を挙げて逆転勝利に貢献。得点力を飛躍的に伸ばし、ラ・リーガ15試合で13得点を挙げてブンデスリーガ3シーズンでの総得点12点を超えた。
2024年8月14日、ベリンガムはスペインでの2シーズン目を迎え、新加入のレアル・マドリードのチームメイトであるキリアン・エムバペのデビューゴールをアシストした。この試合でマドリードはアタランタを2-0で破り、史上最多となる6度目のヨーロッパ・スーパーカップ優勝を果たした。  11月9日、ベリンガムは今季初ゴールを決め、2024年5月以来となるマドリードでの得点を記録した。この試合でマドリードはオサスナをホームで4-0と圧倒した。
2025年のクラブワールドカップ終了後、2023年に脱臼して以来テーピングを施していた左肩の手術を実施。プレシーズンと2025-26シーズンの序盤を欠場することが決定的になった。

## 代表経歴
イングランド代表として各年代でプレー。2020年11月に早くもフル代表に初招集。12日のアイルランド戦で、後半途中に交代で起用され、同国代表史上3番目となる17歳136日の若さで代表デビューを果たした。
2021年6月、UEFA EURO 2020のイングランド代表に招集される。6月13日、クロアチア戦で途中出場し、EURO史上最年少出場を記録した。

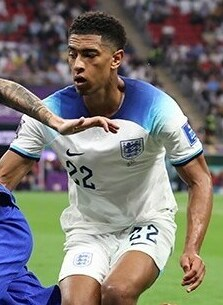
FIFAワールドカップでのベリンガム (2022年)

2022年11月、2022 FIFAワールドカップのグループリーグ初戦のイラン戦で先発出場し、先制点を記録した。ワールドカップで得点を記録した初の21世紀生まれ選手となり、イングランド代表においてマイケル・オーウェンに次ぐ史上2番目に若いワールドカップでの得点記録者となった。
決勝トーナメント一回戦のセネガル戦ではジョーダン・ヘンダーソンの先制点をアシストした。
2024年、UEFA EURO 2024、グループリーグ初戦のセルビア戦で決勝点を奪うと、ラウンド16のスロバキアとの対戦では、試合終了間際に同点弾を決めて試合を延長に持ち込み、延長戦で勝利した。

## 人物
デビッド・ベッカムやスティーヴン・ジェラード、ジネディーヌ・ジダンをアイドルとしており、ベリンガムはジダンを自分の理想系と語っている。ジダンはベリンガムについて「信じられない選手で、実際の数字は期待のはるか上を行っていた」と称賛した。
カルロ・アンチェロッティは人間性について、「プロ意識が高く、真面目で謙虚だ。選手としては驚かされなかったが、人間としては驚かされたよ」と語っている。また整った顔立ちで女性ファンも多い。
母親を通じてナイジェリアにルーツを持つ。

## エピソード
- 中盤での多才さと幅広いスキルを表すトップ下の背番号10番、ボックストゥボックス型の8番、守備的な4番の数字を足した背番号22番を好んでいる[2]。バーミンガム・シティFCからボルシア・ドルトムントへの移籍にともない、バーミンガム・シティは当時17歳であったベリンガムが着用していた背番号22番を永久欠番とした[30]。レアル・マドリードでは既にアントニオ・リュディガーが22番であったこともあり5番を与えられたが、かつて同じ番号を着用したジネディーヌ・ジダンへの敬意を示しながらも「背番号5をつけていても、心の中ではまだ22番」と語っている[31][32]。
- ボルシア・ドルトムント加入時にチームメイトからビートルズの楽曲である『ヘイ・ジュード』を歌って歓迎された[33]ほか、レアル・マドリードにおいてベリンガムが活躍した試合後にサポーターが同曲を合唱して讃えたり[34][14]、また2022年のワールドカップにてワールドカップデビュー戦で代表初ゴールを記録した際にBBCはSNSに「ヘイ、ジュード！」と投稿し称えた[23]。

## 個人成績

### クラブ
2024年6月2日現在
| クラブ                 | シーズン     | リーグ                   | リーグ | リーグ | カップ | カップ | リーグカップ | リーグカップ | 国際大会 | 国際大会 | その他 | その他 | 通算 | 通算 |
| クラブ                 | シーズン     | ディビジョン             | 出場   | 得点   | 出場   | 得点   | 出場         | 得点         | 出場     | 得点     | 出場   | 得点   | 出場 | 得点 |
| ---------------------- | ------------ | ------------------------ | ------ | ------ | ------ | ------ | ------------ | ------------ | -------- | -------- | ------ | ------ | ---- | ---- |
| バーミンガム・シティ   | 2019-20      | チャンピオンシップ       | 41     | 4      | 2      | 0      | 1            | 0            | -        | -        | -      | -      | 44   | 4    |
| バーミンガム・シティ   | 通算         | 通算                     | 41     | 4      | 2      | 0      | 1            | 0            | -        | -        | -      | -      | 44   | 4    |
| ボルシア・ドルトムント | 2020-21      | ブンデスリーガ           | 29     | 1      | 6      | 2      | -            | -            | 10       | 1        | 1      | 0      | 46   | 4    |
| ボルシア・ドルトムント | 2021-22      | ブンデスリーガ           | 32     | 3      | 3      | 0      | -            | -            | 8        | 3        | 1      | 0      | 44   | 6    |
| ボルシア・ドルトムント | 2022-23      | ブンデスリーガ           | 31     | 8      | 4      | 2      | -            | -            | 7        | 4        | -      | -      | 42   | 14   |
| ボルシア・ドルトムント | 通算         | 通算                     | 92     | 12     | 13     | 4      | -            | -            | 25       | 8        | 2      | 0      | 132  | 24   |
| レアル・マドリード     | 2023-24      | プリメーラ・ディビシオン | 28     | 19     | 1      | 0      | -            | -            | 11       | 4        | 2      | 0      | 42   | 23   |
| レアル・マドリード     | 2024-25      | プリメーラ・ディビシオン | 31     | 9      | 4      | 1      | -            | -            | 13       | 3        | 10     | 2      | 58   | 15   |
| レアル・マドリード     | 通算         | 通算                     | 59     | 28     | 5      | 1      | -            | -            | 24       | 7        | 12     | 2      | 100  | 38   |
| キャリア通算           | キャリア通算 | キャリア通算             | 192    | 44     | 20     | 5      | 1            | 0            | 49       | 15       | 14     | 2      | 276  | 66   |

### 代表
出場大会
- イングランド代表
  - 2021年 - UEFA EURO 2020（準優勝）
  - 2022年 - 2022 FIFAワールドカップ（ベスト8）

得点
| # | 開催日         | 開催地                                       | 対戦国         | スコア | 結果 | 大会                    |
| - | -------------- | -------------------------------------------- | -------------- | ------ | ---- | ----------------------- |
| 1 | 2022年11月21日 | ライヤーン、ハリーファ国際スタジアム         | イラン         | 1-0    | 6-2  | 2022 FIFAワールドカップ |
| 2 | 2023年9月12日  | グラスゴー、ハムデン・パーク                 | スコットランド | 2-0    | 3-1  | 親善試合                |
| 3 | 2024年3月26日  | ロンドン、ウェンブリー・スタジアム           | ベルギー       | 2-2    | 2-2  | 親善試合                |
| 4 | 2024年6月16日  | ゲルゼンキルヒェン、アレーナ・アウフシャルケ | セルビア       | 1-0    | 1-0  | UEFA EURO 2024          |

## タイトル

### クラブ
ボルシア・ドルトムント
- DFBポカール: 2020-21

レアル・マドリード
- プリメーラ・ディビシオン: 2023-24
- スーペルコパ・デ・エスパーニャ: 2023-24
- UEFAチャンピオンズリーグ: 2023-24
- UEFAスーパーカップ: 2023-2024
- FIFAインターコンチネンタルカップ：2024

### 個人
- ブンデスリーガ年間最優秀選手: 2022-23
- ラ・リーガ月間最優秀選手賞: 2023年8月, 2023年10月
- コパ・トロフィー: 2023年
- ゴールデンボーイ賞: 2023年
- FIFA/FIFProワールドイレブン：2023, 2024
- ESMチーム・オブ・ザ・イヤー：2023-24